# Mały Kaczy Żleb

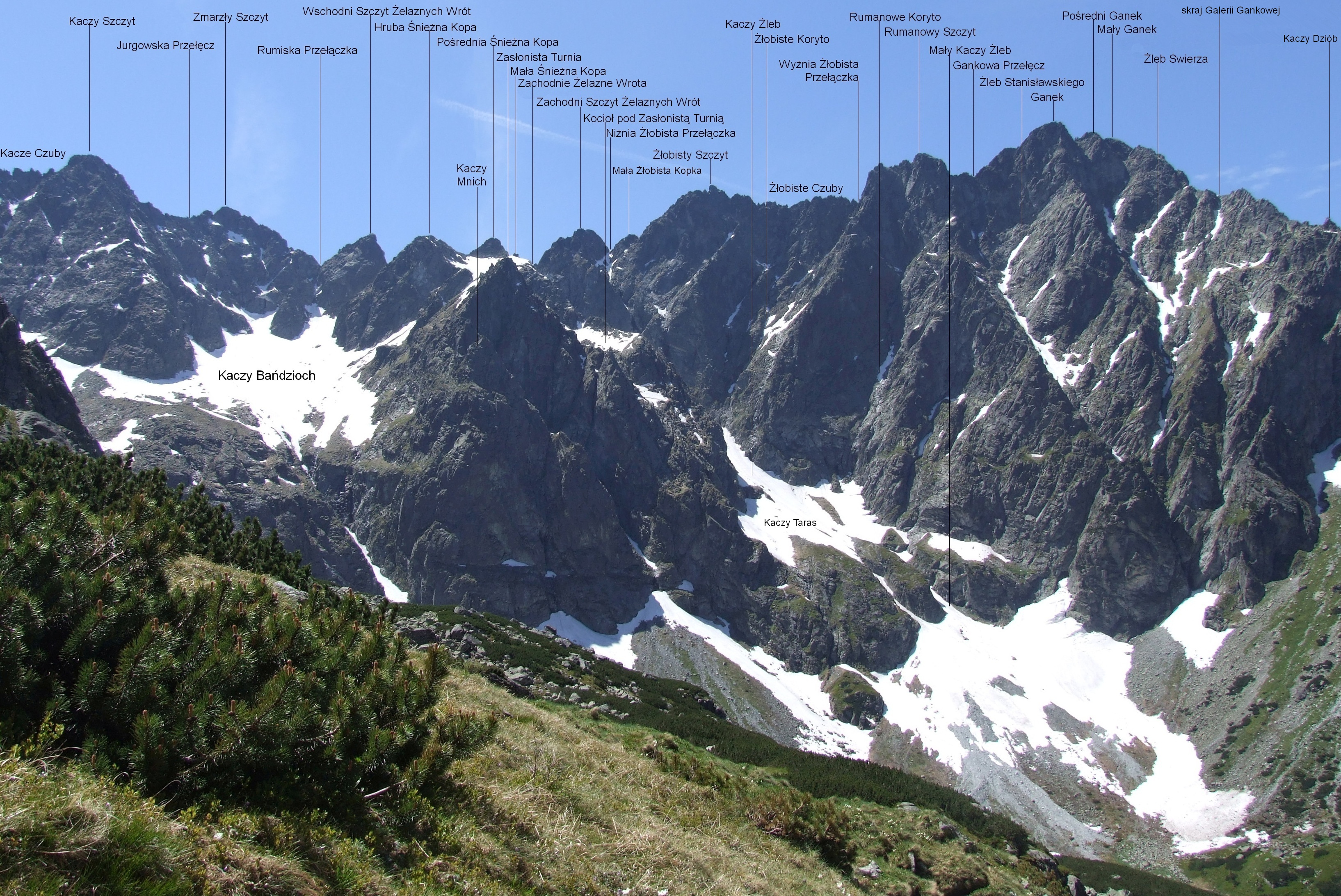
Dolina Kacza

Mały Kaczy Żleb – żleb w Dolinie Kaczej w słowackich Tatrach Wysokich. Jest dolnym przedłużeniem Rumanowego Koryta wcinającego się w północno-wschodnią ścianę Rumanowego Szczytu. Na wysokości 1720–1820 m biegnie równolegle do Kaczego Żlebu. Na tym odcinku obydwa żleby to potężne żlebiska, raczej podobne do kanionów. Szerokość ich wypełnionego piargami dna dochodzi do 20 m, a ściany boczne są skaliste i pionowe. Witold Henryk Paryski w swoim przewodniku taternickim pisze, że na tym odcinku Kaczy Żleb rozgałęzia się na dwa koryta. Przy oglądaniu z oddali tak to wygląda, jednak w rzeczywistości są to dwa oddzielne żleby. Rozdziela je bula, w górnej części trawiasta i łatwa, w dolnej poderwana pionowymi, skalnymi ściankami. Górą przechodzi w grzędę wrastającą w podstawę czołowej ściany lewego filara Rumanowego Szczytu. Jej wysokość nad dnem Małego Kaczego Żlebu w żadnym miejscu nie jest mniejsza od 10 m. Powyżej buli znajduje się Kaczy Taras.
Nazwę żlebu utworzył Władysław Cywiński w 16 tomie przewodnika „Tatry”.